# Kristina Cook
Kristina „Tina“ Cook (* 31. August 1970 in Rustington, West Sussex) ist eine britische Vielseitigkeitsreiterin.

## Werdegang
Bei den Olympischen Spielen 2008 gewann sie im Sattel von Miners Frolic sowohl im Einzel als auch mit der Mannschaft die Bronzemedaille.
Bei den Olympischen Spielen 2012 in London gewann sie mit der Mannschaft Silber.

## Privates
Sie ist die Tochter des Jockeys Josh Gifford.
Cook ist verheiratet und Mutter zweier Kinder.

## Pferde (Auszug)
- Miners Frolic (* 1998), Wallach, Anfang 2014 aus dem Sport verabschiedet[1]

## Erfolge

### Championate und Weltcup
- Olympische Spiele:
  - 2008, Hongkong: mit Miners Frolic 3. Platz mit der Mannschaft und 3. Platz im Einzel
  - 2012, London: mit Miners Frolic 2. Platz mit der Mannschaft und 6. Platz im Einzel